# Phenomenon 2
Phenomenon 2 è un film per la televisione del 2003 diretto da Ken Olin, basato sulla trama del film cinematografico Phenomenon del 1996.

## Trama
La storia racconta di George Malley, un meccanico che il giorno del suo 37º compleanno riceve dei misteriosi poteri: prevede terremoti, comprende varie lingue e riesce persino a scoprire un codice segreto dell'Esercito USA. Tutto ciò gli causa però tanti guai e lo costringerà a fuggire dal proprio paese. Si scoprirà però che questi non sono poteri paranormali, ma che George è affetto da un tumore al cervello il quale, paradossalmente, gli consente di usare la propria intelligenza come nessun altro potrebbe fare.